# (73863) 1996 XH33
(73863) 1996 XH33 – planetoida z pasa głównego asteroid okrążająca Słońce w ciągu 3,44 lat w średniej odległości 2,28 j.a. Odkryta 8 grudnia 1996 roku.